# Pomacea zischkai
Pomacea zischkai е вид коремоного от семейство Ampullariidae.

## Разпространение
Видът е разпространен в Боливия.